# 希氏捻螺
希氏捻螺（学名：Acteon siebaldii）为捻螺科捻螺属的动物。分布于日本以及中国大陆的大鹏湾、南沙群岛等地，属于暖水性种。其常栖息于潮间带-潮下带浅水区泥砂质底和珊瑚礁。